# Karl Emilio Pircher
Karl Emilio Pircher (* 1963 in Bozen) ist ein italienischer internationaler Designer.

## Leben
Pircher stammt aus Südtirol. Er studierte 1993–2000 Produktdesign an der Universität für Angewandte Kunst in Wien in der Klasse von Ron Arad. Seit 1995 präsentierte er eigene Projekte – zum Beispiel die Installation des Eingangsportals für das Museum für Moderne Kunst, Bologna. 1998 entwarf Pircher ein Raumkonzept für die Wiener Secession anlässlich der Ausstellung Junge Szene und präsentierte eine Solo-Ausstellung in der E+Y Gallery in Tokio.
Zeitgleich entstand auch der erste Walking-Chair. Pirchers Designideen vereinen Kunst- und Gebrauchsgegenstände. So gestalteten Pircher und sein Designpartner Fidel Peugeot aus PET-Flaschen unter anderem begehbare Lichträume und Garderobensysteme.
Für die Lomographische Gesellschaft Wien entwickelte er den Lomoclip und die Kamera Colorsplash und Supersampler. Diese Lomo-Produkte wurden als Weltneuheiten patentiert und mit mehreren Design-Awards ausgezeichnet. Zum Beispiel: Accent on Design Award 2002, Design Plus Award 2003, ispo brandnewAward 2004. Mit seinem Design-Studio war Pircher 2009 erneut Gewinner des Berlin Design Award.
Pircher war 2009 für die Stadt Linz, die diesjährige Europäische Kulturhauptstadt, im Rahmen des Projekts Kulturhauptstadt Linz für die Gestaltung und Planung des Kinderpunkt 09 zuständig, eines Wohlfühlorts zur Entspannung von Kindern und Familien.
Karl Emilio Pircher sieht sich als Erfinder, sein Motto ist: „Gutes Design ist Innovation.“